# Yudego
Yudego es una localidad situada en la provincia de Burgos, comunidad autónoma de Castilla y León (España), comarca de Odra-Pisuerga, ayuntamiento de Sasamón.

## Geografía
Se trata de una Entidad Local Menor, que en 2006, contaba con 193 habitantes, situado a 7,5 km de capital del municipio Sasamón, en la carretera local que desde Citores, en la A-231, nos lleva Villasandino. Situado en un lugar perfectamente defendido por la depresión del terreno, dominado los valles de los ríos Hormazuelas al este y Odra a poniente. Esta localidad está a 2,5 kilómetros de Villandiego y a 37 kilómetros de Burgos.

## Historia
Su nombre deriva de la palabra latina iudaicus, 'judío'. Villa que formaba parte, en su categoría de pueblos solos, del Partido de Castrojeriz, uno de los catorce que formaban la Intendencia de Burgos, durante el periodo comprendido entre 1785 y 1833, en el Censo de Floridablanca de 1787, jurisdicción de realengo con alcalde ordinario. Pertenecía al antiguo municipio de Yudego y Villandiego en Castilla la Vieja en el partido de Castrojeriz código INE-09479.

## Demografía
| Gráfica de evolución demográfica de Yudego y Villandiego entre 1842 y 1970 |
| |
| Población de derecho según los censos de población del INE. Población de hecho según los censos de población del INE.En este censo se denominaba Indejo y Villandiego: 1842. Entre el censo de 1981 y el anterior, este municipio desaparece porque se integra en el municipio Sasomón. |

## Monumentos y lugares de interés
Iglesia parroquial de la Asunción de Nuestra Señora, en el Arciprestazgo de Amaya, incluye las localidades de Castrillo de Murcia, Citores del Páramo y Villandiego. Simón de Bueras dejó en su iglesia ojival un magnífico retablo presidido por una Virgen sedente procedente de un retablo anterior. El conjunto se corona con un calvario; dos medallones y doce relieves completan el retablo.